# مايلي سايرس
مايلي ري سايرس (بالإنجليزية: Miley Ray Cyrus؛ ولدت في 23 نوفمبر 1992–) هي مغنية وممثلة وكاتبة أغاني أمريكية، ظهرت بأدوار جانبية في المسلسل التلفزيوني دوك وفيلم بيج فيش في طفولتها، قبل أن تشتهر في سن المراهقة بدورها في مسلسل هانا مونتانا المنتج من قناة ديزني في عام 2006، بجانب والدها المغني بيلي ري سايرس. وقعت عقد تسجيل مع تسجيلات هوليوود، وسجلت أول ألبوم إستديو في حياتها بعنوان التقي مايلي سايرس (2007) وتم اعتماده بشهادة بلاتينيو ثلاثي من قبل رابطة صناعة التسجيلات الأمريكية (RIAA) بعد أن باعت أكثر من ثلاثة ملايين وحدة. أصدرت ألبومها الثاني الخروج وبدأت مسيرتها كممثلة صوت في فيلم الرسوم المتحركة بولت في عام 2008.
لعبت مايلي دور البطولة في فيلم هانا مونتانا: الفيلم وبدأت بتقديم صورة أكثر نضجا في عملها الموسيقي بأسطوانة مطولة الوقت من حياتنا في عام 2009. في عام 2010 أصدرت ألبومها الثالث لا يمكن ترويضي الذي أمسى الأقل مبيعا من بين ألبوماتها، لعبت دور البطولة في فيلم بلوغ سن الرشد ذا لاست سونغ. إيحاءاتها الجنسية أثارت جدلا واسعا أثناء الترويج لألبومها الرابع بانغرز (2013)، وأول عمل لها بعد عقدها توقيع مع تسجيلات آر سي إيه. ألبومها الخامس مايلي سايروس و حيواناتها الأليفة الميتة (2015) كان بإنتاج مستقل وانحرفت عن طريقتها التقليدية في أغاني البوب لتقدم نوع من المخدر التجريبي. في عام 2016، أصبحت إحدى الحكام في الموسم الحادي عشر من مسابقة الغناء ذا فويس.

## النشأة
ولدت ديستني هوب سايرس في 23 نوفمبر، 1992، في فرانكلين، تينيسي. ابنة لمـغني الكنتري بيلي ري سايرس وليتيشيا جاين. لحظة ولادتها عانت من حالة عدم انتظام دقات القلب. ضد نصيحة مدير أعمال أبيها وبعد عام من ولادتها، تزوج والدي مايلي سرا في 28 ديسمبر، 1993. ترعرعت مايلي في طفولتها على مزرعة مساحتها 2 كم مربع في فرانكلين، ودرست المرحلة الابتدائية هناك. نشأت على التعاليم المسيحية وحضرت في صغرها إلى الكنيسة بانتظام. عندما كانت مايلي في سن الثامنة انتقلت عائلتها إلى كندا، أثناء قيام والدها بتصوير مشاهد من المسلسل التلفزيوني دوك. حضرت مع أبيها المسرحية الموسيقية ماما ميا! في مسرح الإسكندرية الملكي، لحظتها أمسكت ذراعه قائلة «هذا هو ما كنت أريد فعله يا أبي. أريد أن أكون ممثلة». سجلها أبيها في إستوديو ارمسترونغ لدراسة التمثيل في تورونتو.

## السيرة المهنية

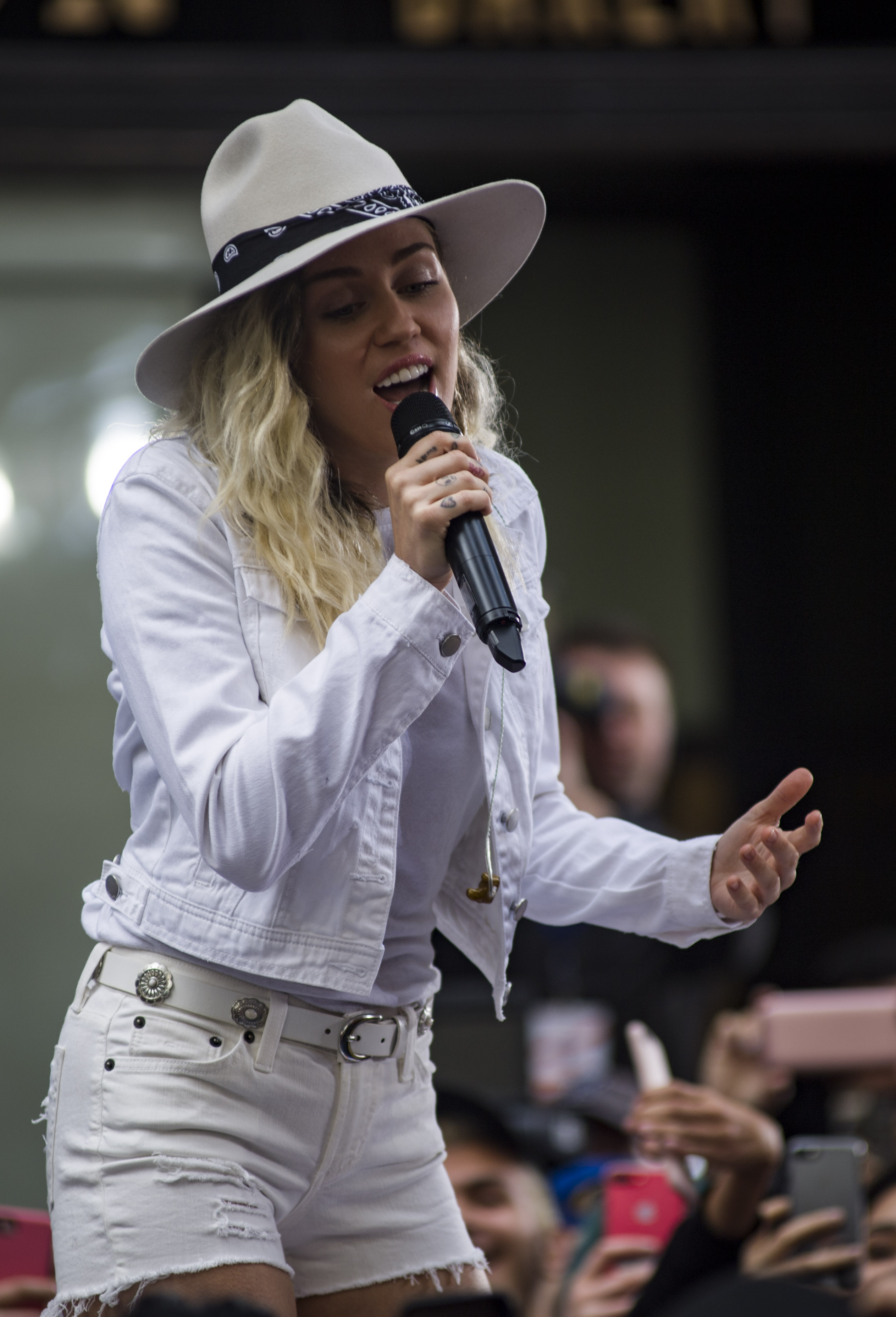

كان أول ظهور لها في مجال الفن عندما كانت تعيش في كندا من خلال تمثيل دور ثانوي في مسلسل دوك من بطولة والدها، وهي في سن الـتاسعة. وفي عام 2003 ظهرت بدور صغير في فيلم بيغ فيش، وفي سن الحادية عشرة اختارت شركة «ديزني» مايلي لبطولة مسلسل «هانا مونتانا»، الذي جسدت فيه شخصية فتاة عادية في مدرستها ومطربة مشهورة في حفلاتها الأمر الذي يُعد قريبا من حياتها الشخصية، فنجحت فيه مايلي بشدة. وبعد نجاح المسلسل تعاقدت ديزني مع مايلي لتقديم فيلم جديد يحمل اسم المسلسل «هانا مونتانا»، وتم عرضه عام 2008.

## الحياة الشخصية
في بداية حياتها وتمثيلها أعلنت مايلي تغيير اسمها من ديستني هوپ سايرس إلى مايلي ري سايرس وقد غيرت اسمها نسبة إلى الناس فقد أطلق الجميع عليها اسم مايلي منذ الصغر نسبة إلى سمايلي بمعنى المبتسمة وذلك لأن ابتسامتها تزين وجهها دوماً، ومايلي فتاة مؤمنة مسيحية كاثوليكية أكدت على أنها وعائلتها يزورون الكنيسة دوماً دون انقطاع وأكد والدها بيلي ري إلى أهمية الكنيسة في حياة الفتاة الشابة نسبة إلى المغريات التي تتواجد مع الشهرة والحياة بهوليوود المختلفة تماماً عن الحياة في تينيسي.
أنشأت هي وصديقتها ماندي جيروكس برنامجاً مسلياً على يوتيوب عن حياتهما الواقعية مع الكثير من الضحكات. أكدت مايلي أنها كانت على علاقة حب مع المغني والممثل نيك جوناس ولكنهما انفصلا في أواخر عام 2007 وبعدها كانت على علاقة مع عارض الأزياء جستين غاستون والذي أكدت انفصالها معه في 2009. ثم التقت بالممثل الأسترالي ليام هيمسورث في فيلم ذا لاست سونغ عام 2009 وانفصلا في منتصف عام 2010، ثم ارتبطا مجدداً واعلنا خطوبتهما في عام 2012 وانفصلا في عام 2013. وارتبطت بالممثل باتريك شوارزنيجر ابن الممثل أرنولد شوارزنيجر ودام الارتباط 5 أشهر وانفصلا وثم ارتبطت بعارضة الازياء ستيلا ماكسويل وانفصلو وعادت إلى ليام في أوآخر 2015. في يوم 27 ديسمبر 2018 أعلن عن زواجها من الممثل ليام هيمسورث في اجواء احتفال صغيرة مع عائلتيهما في ناشفيل، تينيسي. وفي 10 أغسطس 2019 أعلنت سايروس عن إنفصالهما. بعد أحد عشر يوماً، تقدم هيمسورث بطلب الطلاق، مشيراً إلى «اختلافات لا يمكن ان تجعلهما متوافقين» كسبب للطلاق. تم الانتهاء من طلاقهما في 28 يناير 2020.
بعد إعلان انفصالها عن هيمسورث، بدأت مايلي بمواعدة كايتلين كارتير من أغسطس إلى سبتمبر 2019.
في أكتوبر 2019، بدأ سايروس في مواعدة المغني الأسترالي كودي سيمبسون. في أغسطس 2020، أعلنت مايلي أنها انفصلت عن سيمبسون. تزامن إعلانها مع إطلاق أغنيتها «ميدنايت سكاي»، والتي كانت مستوحاة من انفصالها عن هيمسورث وكارتير وسيمبسون.

## أعمالها الخيرية
خلال مسيرتها الفنية، غنت سايروس في العديد من الأغاني الخيرية مثل: «جست ستاند أب!» و«سيند إت أون» و«إيفريبودي هورتس» و«نحن العالم 25 لهايتي». وتزور معجبيها المرضى في المستشفيات على مدار السنين. وهي من أشد الداعمين لمركز مدينة الأمل الطبي الوطني في كاليفورنيا، حيث حضرت حفلات خيرية في أعوام 2008 و2009 و2012.
أظهرت سايروس دعمها لحركة حياة السود مهمة من خلال المشاركة في نشر القضية على وسائل التواصل الاجتماعي، وارتداء كمامة مكتوب عليها حياة السود مهمة، وحضور الاحتجاجات التي أعقبت مقتل جورج فلويد.

## الأفلام التي اشتركت بها
| السنة | الفيلم                                               | الدور                          | ملاحظات                                          |
| ----- | ---------------------------------------------------- | ------------------------------ | ------------------------------------------------ |
| 2003  | بيج فيش                                              | Ruthie                         | سميت كـ "Destiny Cyrus" في الائتمانات            |
| 2007  | هاي سكول ميوزيكال 2                                  | فتاة في المسبح في نهاية الفيلم | ظهور بسيط                                        |
| 2008  | هانا مونتانا ومايلي سايروس:أفضل حفلة في كلا العالمين | كنفسها                         | دور أساسي                                        |
| 2008  | بولت                                                 | Penny                          | أداء الصوت؛ النسخة الإنجليزية                    |
| 2009  | هانا مونتانا                                         | مايلي ستوارت/هانا مونتانا      | دور أساسي                                        |
| 2010  | الأغنية الأخيرة                                      | Veronica "Ronnie" Miller       | دور أساسي - الفيلم مقتبس عن رواية نيكولاس سباركس |
| 2010  | الجنس والمدينة 2                                     | كنفسها                         | ظهور بسيط                                        |
| 2011  | لول                                                  | Lola                           | اعادة للفيلم الفرنسيّ                             |
| 2011  | جاستن بيبر: نيفر ساي نيفر                            | كنفسها                         | ظهور بسيط                                        |
| 2012  | متخفية للغاية                                        | Molly                          | مولي/برووك                                       |

## الألبومات
- التقى مايلي سايرس (2007)
- الخروج (2008)
- لا يمكن ترويضي (2010)
- بانغرز (2013)
- مايلي سايروس و حيواناتها الأليفة الميتة (2015)
- أصغر الآن (2017)
- ها هيّ قادمة (2019)
- قلوب من  البلاستيك (2020)
- عطلة صيفية أبدية (2023)
- شيء ما جميل (2025)

## وصلات خارجية
- الموقع الرسمي
- مايلي سايرس على موقع IMDb (الإنجليزية)
- مايلي سايرس على موقع ميتاكريتيك (الإنجليزية)
- مايلي سايرس على موقع الموسوعة البريطانية (الإنجليزية)
- مايلي سايرس على موقع روتن توميتوز (الإنجليزية)
- مايلي سايرس على موقع قاعدة بيانات الأفلام العربية
- مايلي سايرس على موقع ألو سيني (الفرنسية)
- مايلي سايرس على موقع ميوزك برينز (الإنجليزية)
- مايلي سايرس على موقع رولينغ ستون (الإنجليزية)
- مايلي سايرس على موقع تيرنر كلاسيك موفيز (الإنجليزية)
- مايلي سايرس على موقع أول موفي (الإنجليزية)